# Зириклыкуль
Зириклыкуль (баш. Ереклекүл) — деревня в Миякинском районе Республики Башкортостан Российской Федерации. Входит в состав Богдановского сельсовета.

## География

### Географическое положение
Расстояние до:
- районного центра (Киргиз-Мияки): 28 км,
- центра сельсовета (Богданово): 7 км,
- ближайшей ж/д станции (Аксёново): 47 км.

## Население
| 2002 | 2009 | 2010 |
| ---- | ---- | ---- |
| 77   | →77  | ↘71  |

Национальный состав
Согласно переписи 2002 года, преобладающая национальность — башкиры (94 %).